# Anne Robert Jacques Turgot

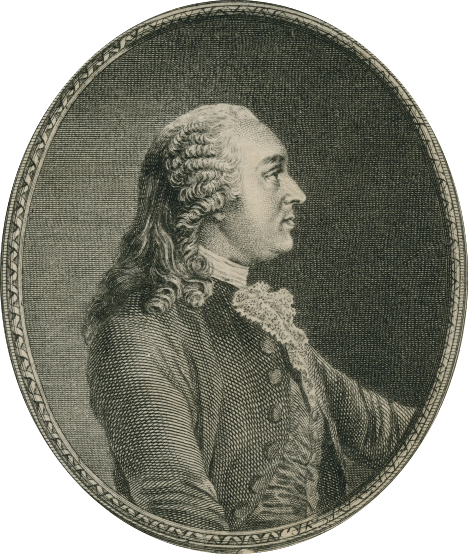
Anne Robert Jacques Turgot

Anne Robert Jacques Turgot (n. 10 mai 1727; d. 18 martie 1781) a fost un economist francez, reprezentant al Școlii fiziocrate. A fost un predecesor al lui Adam Smith ca teoretician al liberalismului economic. Anne Robert Jacques Turgot a studiat și a scris în domeniul teologiei.